# Bulboctenus kayapo
Espèce
Bulboctenus kayapo est une espèce d'araignées aranéomorphes de la famille des Ctenidae.

## Distribution
Cette espèce est endémique du Pará au Brésil,. Elle se rencontre dans la Serra do Cachimbo vers Novo Progresso.

## Description
Le mâle holotype mesure 6,67 mm et la femelle paratype mesure 9,18 mm.

## Étymologie
Cette espèce est nommée en l'honneur des Kayapos.

## Publication originale
- Pereira, Labarque & Polotow, 2020 : « Description of a new Neotropical spider genus in the family Ctenidae Keyserling, 1877 (Araneae: Lycosoidea) from the Brazilian Amazon rainforest. » Zootaxa, no 4890(3), p. 375-396.